# Stenocephalemys albipes
Stenocephalemys albipes es una especie de roedor de la familia Muridae.

## Distribución geográfica
Se encuentra en Eritrea y Etiopía. 

## Hábitat
Su hábitat natural son: pradras de altura subtropicales o tropicales, montanos,  de  gran altitud, matorrales.